# Ripiceni
Ripiceni je rumunská obec v župě Botoșani. V roce 2011 zde žilo 1 917 obyvatel. Obec se skládá ze sedmi částí. Leží u hranic Rumunska s Moldavskem, které zde tvoří řeka Prut.

## Části obce
- Ripiceni
- Cinghiniia
- Lehnești
- Movila Ruptă
- Popoaia
- Ripicenii Vechi
- Râșca